# Gerhard Rottenwöhrer
Gerhard Rottenwöhrer (* 7. Juni 1943 in Percha) ist ein katholischer Priester und Theologe.

## Leben
Von 1963 bis 1968 studierte er katholische Theologie an der Philosophisch-Theologischen Hochschule Freising und von 1968 bis 1969 an der LMU München. Von 1969 bis 1974 arbeitete er in der Seelsorge in verschiedenen Pfarreien des Erzbistums München-Freising. Von 1974 bis 1982 absolvierte er ein Promotionsstudium katholische Theologie in München. Seit 1979 war er Mitarbeiter am Institut für Dogmatik. Nach der Promotion 1982 zum Doctor theologiae wurde er zum Akademischen Rat a. Z. ernannt. Nach der Habilitation 1986 im Fach Dogmatik wurde ihm die Lehrbefähigung im Fach Dogmatik verliehen. 1987 wurde er zum Privatdozenten ernannt. 1994 wurde er zum außerplanmäßigen Professor ernannt. 2011 beendigte er die Lehrtätigkeit.
Seine Schwerpunkte in Forschung und Lehre sind Bedeutung, Rezeption und Deutung der Basileia tou theou in Theologie- und Kirchengeschichte und Geschichte der Katharer.

## Werke (Auswahl)
- Der Katharismus, 7 Bde. in 11 Tlbdn., Bad Honnef 1982–2011
- Unde malum?: Herkunft und Gestalt des Bösen nach heterodoxer Lehre von Markion bis zu den Katharern, Bad Honnef 1986
- Zeichen der Satansherrschaft: Die Katharer zu Verfolgung, Mord und Strafgewalt. Beiträge zur Friedensethik, Bd. XXII, Stuttgart u. a. 1996
- Gottesherrschaft. Band I: Neues Testament und Thomasevangelium. Neuried 2003
- Gottesherrschaft. Band II/1: Väterzeit und Mittelalter. Neuried 2003
- Gottesherrschaft. Band II/2: Neuzeit, Einzeldarstellungen und Nachträge. Neuried 2007
- Die Katharer. Was sie glaubten, wie sie lebten. Ostfildern 2007
- Andreas Florentinus. Summa contra haereticos. Hannover 2003
- Evangelium und Religion. Hamburg 2009
- Lexikon der mittelalterlichen "Ketzer". Bad Honnef 2009
- Der andere Christus: Sonderlehren in Neuem Testament, Väterzeit und Mittelalter, 2 Bde. Hamburg 2010
- Evangelium – ein theologischer Versuch. Hamburg 2011
- Semipelagianismus. Hamburg 2011
- Grundlagen einer evangelischen Glaubenslehre (Fundamentaldogmatik). Hamburg 2012
- Evangelium und Christenheit: Eine zwiespältige Beziehung. Hamburg 2013
- Wider die "Ketzer": Ihre schriftliche Bestreitung in der Väterzeit/im Mittelalter, 2 Bde. Hamburg 2015, 2017
- Theologie des Evangeliums, Hamburg 2017